# Tour de Watkin
La tour de Watkin (anglais : Watkin's Tower), du nom de son commanditaire Edward Watkin, est un ancien bâtiment inachevé de Londres, également connu sous les noms de « Folie de Watkin » (Watkin's Folly) et de « Moignon de Londres » (London Stump). 
Le projet, lancé en 1890 par un concours d'architecture, visait à construire un monument qui dépasserait la tour Eiffel, alors plus haute construction du monde. Le chantier débute quelques années plus tard, mais le projet est abandonné car les fondations de l’édifice sont instables. Seul le premier étage, culminant à 47 m, est construit. Il est démoli en 1907. À sa place est bâti le Stade de Wembley en 1923.

## Histoire

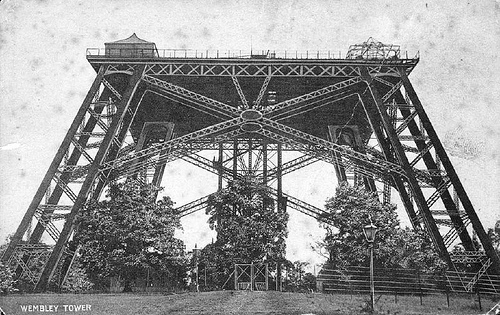
Premier étage de la tour de Watkin, le seul construit.

Peu après la construction de la tour Eiffel, Edward Watkin, membre du Parlement britannique et président de la Metropolitan Railway, souhaita faire édifier une tour plus haute dans le parc de Wembley. Watkin proposa à Gustave Eiffel de concevoir la tour, mais celui-ci déclina l'offre, répondant que s'il l'acceptait, les Français ne le croiraient pas un « aussi bon Français qu’il pensait l’être ».
Un concours d'architecture est lancé en 1890, et 68 projets sont présentés,. Le gagnant est le no 37, d’Allan Duncan Stewart, James Marjoribanks MacLaren et William Dunn. Prévue pour s'élever à 366 m de haut sur une base octogonale, la tour est réduite à 358 m et repensée sur une base carrée au commencement des travaux. Elle est conçue pour contenir « un théâtre, des magasins, un bain turc et un jardin d’hiver », mais aussi « 90 chambres, un restaurant, des promenades, ainsi qu'une station météorologique et un observatoire au sommet ». 
Malgré la diversité des formes proposées, le jury reconnut alors que « la tour Eiffel réunit les moyens les plus rationnels et les plus évidents de combiner un monument d'un aspect architectural et d'une construction économique ». La ressemblance s'affirma encore quand elle fut transformée en un concept très semblable à celui de la tour Eiffel, avec quatre pieds. Si la conception était similaire, une hauteur supérieure était possible grâce à l'utilisation d'acier, plus résistant que le fer puddlé utilisé par Eiffel.

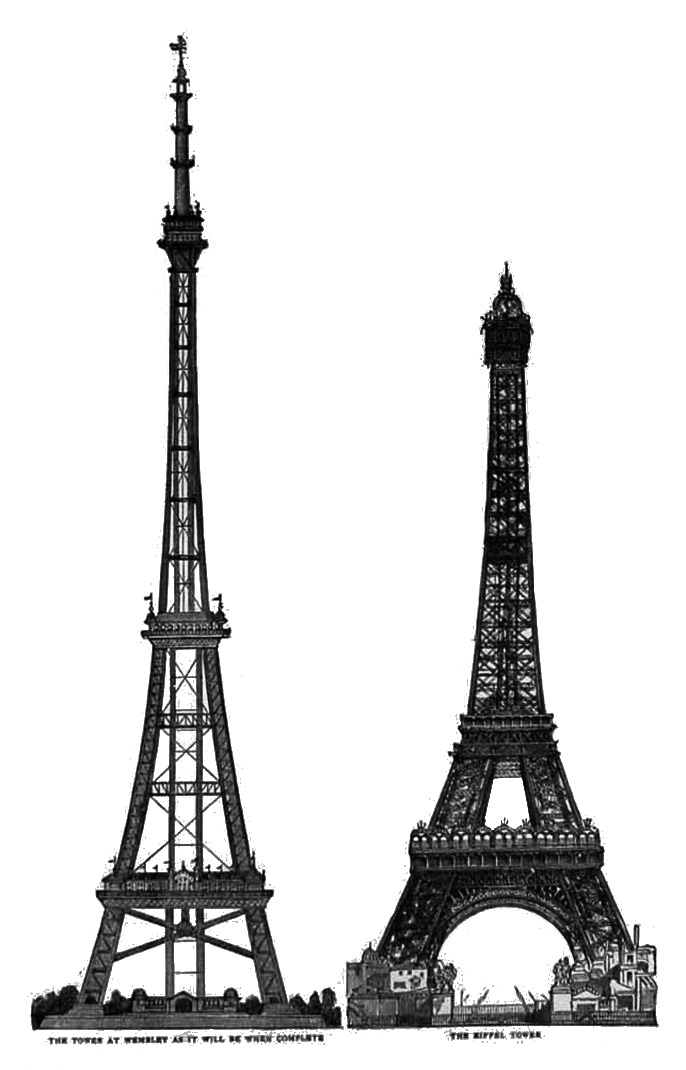
Comparaison à la même échelle entre la tour Eiffel et la tour de Watkin, si elle avait été achevée.

La Metropolitan Tower Company fut fondée pour bâtir la tour, et sa construction ainsi que celle du parc débuta en 1891. Lorsque le parc ouvre ses portes en 1894, seul le premier étage est construit, s'élevant à 47 m de hauteur. Édifié sur un terrain marécageux, ce début de tour penche rapidement et continue à s'incliner ensuite, d’autant que la structure inachevée ne pouvait pas avoir la rigidité de la tour finale[réf. souhaitée].
À la fin de l'année 1894 les travaux sont abandonnés, faute d'argent et d'intérêt pour un monument sans originalité et trop éloigné du centre de Londres. Le premier et seul étage sera progressivement détruit de 1904 à 1907. La compagnie s'orienta vers la construction de maisons pour renflouer ses pertes[réf. nécessaire].

À l'occasion de la British Empire Exhibition, le stade de Wembley est construit sur l'emplacement de la tour en 1923. Au cours des travaux de rénovation du stade en 2000, l'aplanissement du terrain permit de redécouvrir les fondations en béton de la tour de Watkin.

Propositions architecturales soumises au concours de 1890
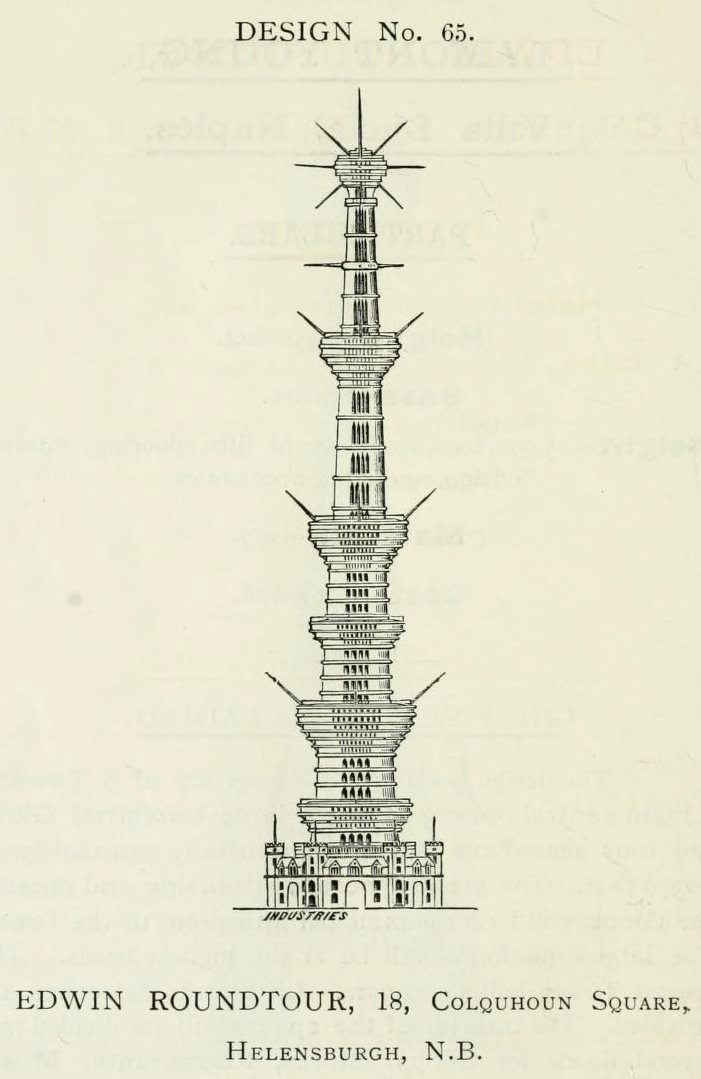
Proposition 65
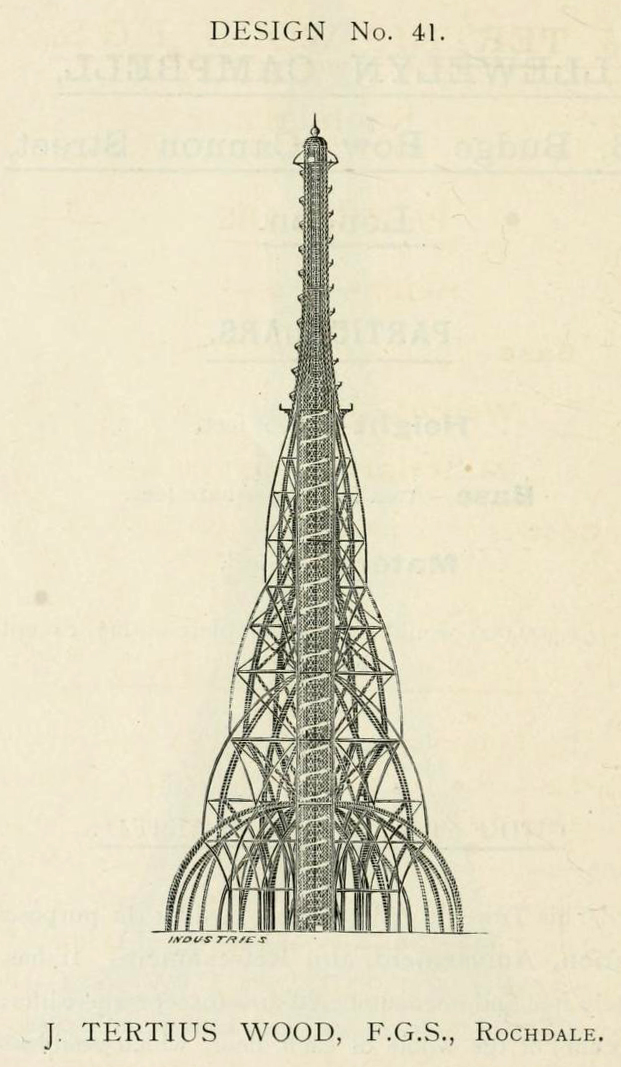
Proposition 41
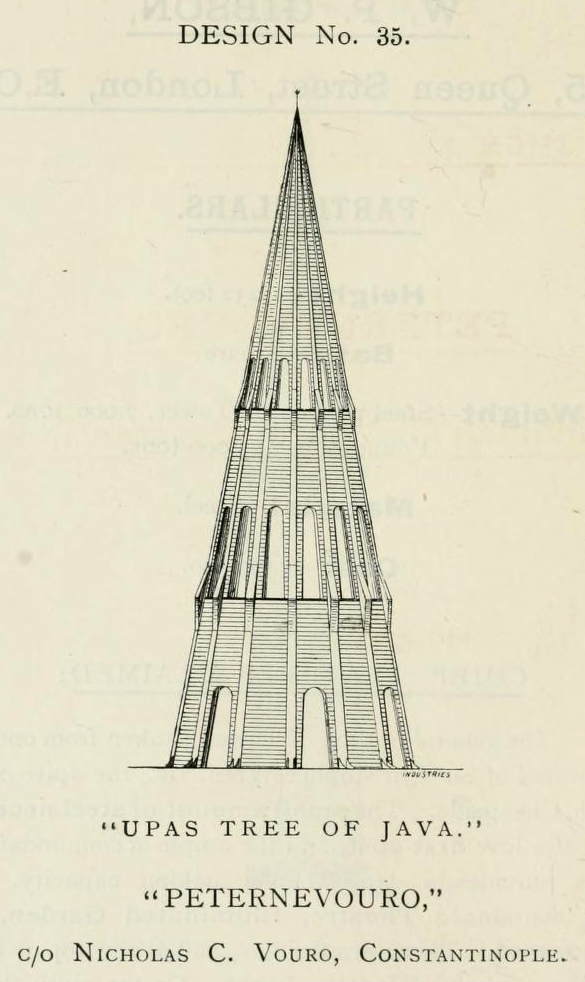
Proposition 35
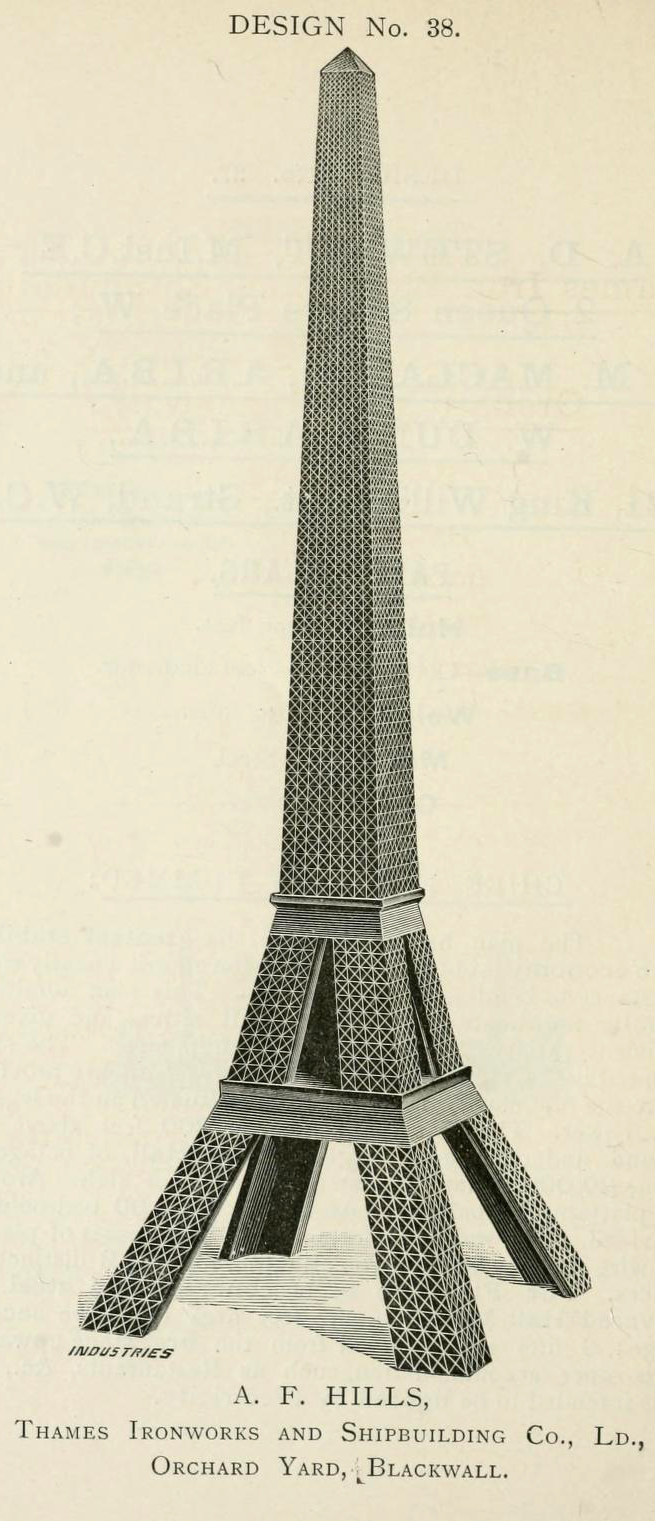
Proposition 38
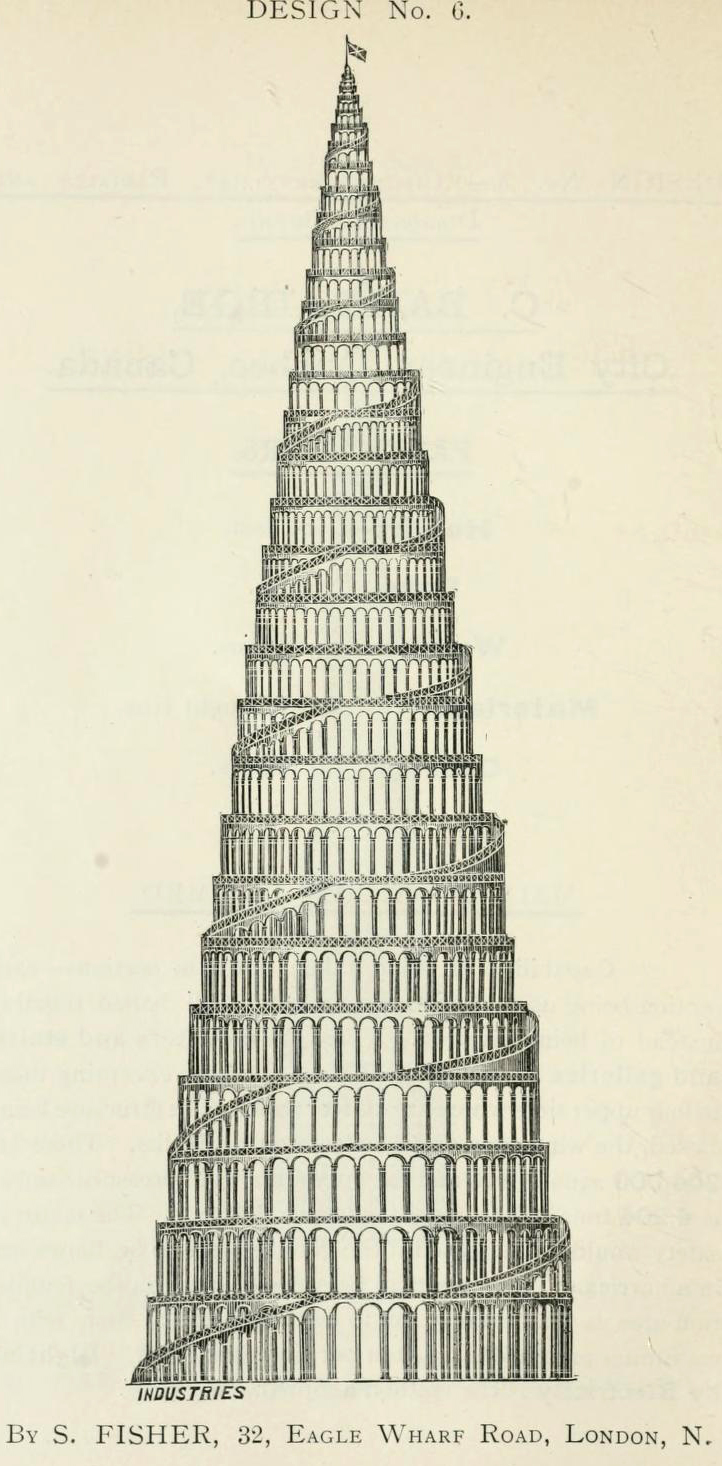
Proposition 6